# Championnats d'Amérique centrale d'athlétisme
Les championnats d'Amérique centrale d'athlétisme sont une compétition internationale en plein air organisée par la CADICA, la confédération d'athlétisme de l'isthme d'Amérique Centrale (En espagnol: Confederación Atlética del Istmo Centroamericano; Central American Isthmus Athletic Confederation).
La première édition a eu lieu en 1958 à Guatemala City.

## Editions
| N° | Édition | Ville          | Pays       | Date | Stade |
| -- | ------- | -------------- | ---------- | ---- | ----- |
| 1  | 1958    | Guatemala City | Guatemala  | ---  |       |
| 2  | 1965    | San Salvador   | Salvador   | ---  |       |
| 3  | 1967    | Guatemala City | Guatemala  | ---  |       |
| 4  | 1968    | Managua        | Nicaragua  | ---  |       |
| 5  | 1970    | Guatemala City | Guatemala  | ---  |       |
| 6  | 1971    | San José       | Costa Rica | ---  |       |
| 7  | 1972    | Panama City    | Panama     | ---  |       |
| 8  | 1975    | San José       | Costa Rica | ---  |       |
| 9  | 1980    | Guatemala City | Guatemala  | ---  |       |
| 10 | 1984    | Guatemala City | Guatemala  | ---  |       |
| 11 | 1991    | Tegucigalpa    | Honduras   | ---  |       |
| 12 | 1996    | Guatemala City | Guatemala  | ---  |       |
| 13 | 1998    | Guatemala City | Guatemala  | ---  |       |
| 14 | 2002    | San José       | Costa Rica | ---  |       |
| 15 | 2003    | Guatemala City | Guatemala  | ---  |       |
| 16 | 2004    | Managua        | Nicaragua  | ---  |       |
| 17 | 2005    | San José       | Costa Rica | ---  |       |
| 18 | 2007    | San José       | Costa Rica | ---  |       |
| 19 | 2008    | San Pedro Sula | Honduras   | ---  |       |
| 20 | 2009    | Guatemala City | Guatemala  | ---  |       |
| 21 | 2010    | Guatemala City | Guatemala  | ---  |       |
| 22 | 2011    | San José       | Costa Rica | ---  |       |
| 23 | 2012    | Managua        | Nicaragua  | ---  |       |
| 24 | 2013    | Managua        | Nicaragua  | ---  |       |
| 25 | 2014    | Tegucigalpa    | Honduras   | ---  |       |
| 26 | 2015    | Managua        | Nicaragua  | ---  |       |
| 27 | 2016    | San Salvador   | Salvador   | ---  |       |
| 28 | 2017    | Tegucigalpa    | Honduras   | ---  |       |
| 29 | 2018    | Guatemala City | Guatemala  | ---  |       |